# Hipposideros diadema
Hipposideros diadema (E.Geoffroy, 1813) è un pipistrello della famiglia degli Ipposideridi diffuso nell'Ecozona orientale e australasiana.

## Descrizione

### Dimensioni
Pipistrello di grandi dimensioni, con la lunghezza della testa e del corpo tra 74 e 98 mm, la lunghezza dell'avambraccio tra 77 e 88 mm, la lunghezza della coda tra 39 e 65 mm, la lunghezza del piede tra 10,8 e 21 mm, la lunghezza delle orecchie tra 28 e 32 mm, un'apertura alare fino a 45 cm e un peso fino a 53 g.

### Aspetto
Le parti dorsali sono marroni scure, con la base dei peli chiara e con delle macchie bianche sulle spalle e delle strisce lungo i fianchi all'attaccatura delle ali, mentre le parti ventrali sono bianco-grigiastre. Le orecchie sono grandi, triangolari e con una concavità sul bordo posteriore appena sotto l'estremità appuntita. La foglia nasale presenta una porzione anteriore priva di incavo centrale e con tre fogliette supplementari su ogni lato, un setto nasale non rigonfio e con due alette ben sviluppate intorno alle narici, una porzione intermedia larga con una protuberanza centrale, una porzione posteriore elevata con il margine superiore carnoso e semi-circolare e provvista di un setto centrale ben sviluppato e due laterali poco distinti che la dividono in quattro celle. La coda è lunga e si estende leggermente oltre l'ampio uropatagio. Il cariotipo è 2n=32 FNa=60.

### Ecolocazione
Emette ultrasuoni ad alto ciclo di lavoro sotto forma di impulsi di media durata a frequenza costante di 64–70 kHz a Giava, 44–48 kHz a Sulawesi e 54–59 kHz in Nuova Guinea.

## Biologia

### Comportamento
Si rifugia di giorno nelle zone più oscure di grotte, miniere, gallerie, edifici abbandonati e cavità degli alberi dove forma colonie numerose, particolarmente vivai, fino a 8.000 tra femmine e loro piccoli. I maschi tendono ad essere solitari o a formare piccoli gruppi. Durante periodi freddi entra in uno stato di torpore, nel quale riduce il suo metabolismo di circa il 30%, sebbene la temperatura corporea rimanga per lo più costante. Effettua spostamenti fino a 10 km per procurarsi cibo e può volare anche durante precipitazioni leggere.

### Alimentazione
Si nutre di grossi insetti come coleotteri, falene e anche formiche. Utilizza la tecnica dell'appostamento su di un tronco dell'albero, dove scansiona l'ambiente circostante attraverso gli ultrasuoni alla ricerca delle prede, che dopo essere state catturate in volo, tra la vegetazione o al suolo, vengono divorate nuovamente sul posatoio.

### Riproduzione
Danno alla luce un piccolo alla volta l'anno, più raramente una coppia. Femmine gravide sono state osservate tra gennaio e febbraio, mentre altre che allattavano da giugno ad ottobre.

## Distribuzione e habitat
Questa specie è diffusa nell'Ecozona orientale dall'Indocina a Sulawesi e Filippine attraverso le Molucche e la Nuova Guinea fino all'Australia nord-orientale e le Isole Salomone.
Vive nelle foreste pluviali primarie e secondarie, boschi, giardini e piantagioni fino a 1.300 metri di altitudine.

## Tassonomia
Sono state riconosciute 15 sottospecie:
- H.d.diadema: Timor, Flores, Sumbawa, Roti, Savu, Sumba, Wetar, Isole Tanimbar: Selaru;
- H.d.ceramensis (Laurie & Hill, 1954): Seram, Buru;
- H.d.custos (Andersen, 1918): Isole Kai;
- H.d.enganus (Andersen, 1907): Enggano;
- H.d.euotis (Andersen, 1905): Halmahera, Bacan;
- H.d.griseus (Meyen, 1883): Nuova Guinea, Batanta, Biak-Supiori, Yapen, Waigeo; Isole filippine di Bohol, Busuanga, Calauit, Provincia di Camiguin, Catanduanes, Cebu, Dinagat, Gigantes, Guimaras, Leyte, Lubang, Luzon, Mindanao, Mindoro, Negros, Palawan, Panay, Panglao, Polillo, Samar, Siquijor, Tablas;
- H.d.masoni (Dobson, 1872): Myanmar meridionale, Vietnam, Thailandia settentrionale e centrale, Laos meridionale, Cambogia;
- H.d.mirandus (Thomas, 1914): Isole dell'Ammiragliato: Manus;
- H.d.natunensis (Chasen, 1940): Isole Natuna: Bunguran;
- H.d.nicobarensis (Dobson, 1871): Isole Nicobare: Bompuka, Katchal, Tillangchong, Teressa e Trinket;
- H.d.nobilis (Horsfield, 1823): Thailandia peninsulare, Penisola malese, Sumatra, Nias, Giava, Borneo, Bali, Lombok, Nusa Penida, Kangean;
- H.d.oceanitis (Andersen, 1905): Isole Salomone: Buka, Guadalcanal, Choiseul, Fauro, Malaita, Nggela Sula, Rennell, San Jorge, Vella Lavella, Ysabel, Bougainville; Arcipelago delle Bismarck: Nuova Irlanda, Nuova Britannia e Lihir;
- H.d.reginae (Troughton, 1937): Stato australiano del Queensland;
- H.d.speculator (Andersen, 1918): Sulawesi, Sangihe, Karakelong, Sanana, Kalao;
- H.d.trobrius (Troughton, 1937): Kiriwina, Trobriand e Panaeti.

## Conservazione
La IUCN Red List, considerato il vasto areale, la popolazione presumibilmente numerosa, la presenza in diverse aree protette e la tolleranza alle modifiche ambientali, classifica H.diadema come specie a rischio minimo (Least Concern)).